# Даровете на влъхвите (филм)
„Даровете на влъхвите“ е българска телевизионна новела от 2013 година (драма) по сценарий и режисура на Иван Абаджиев. Оператори са Богомил Големанов и Мартин Костов. Музиката във филма е от Христо Добрев.
Филмът е базиран на едноименния разказ на О. Хенри.
През 2023 година излиза разширена юбилейна версия по повод 10 години от премиерата на филма.

Награди и участия на фестивали:
2013, ProFire Short Film Festival, Шотландия – специална награда на прогресивен филм за реалността
2014, Фестивал „Златна роза“, България – номинация в конкурсната програма за късометражен филм
2014, Сан Гио Верона Видео Фестивал, Италия – награда за солидарност FEVOSS

## Сюжет
Влюбена двойка, която няма много пари, но за сметка на това има огромно сърце. Този филм показва на какви саможертви е готов един човек, за да направи другия щастлив, въпреки затрудненията в ежедневието им.

## Състав

### Актьорски състав
| Роля               | Изпълнител         |
| ------------------ | ------------------ |
| Елена              | Екатерина Стоянова |
| старата продавачка | Илка Зафирова      |
| момчето            | Леонид Йовчев      |